# الحديقة (سوهاج)
قرية الحديقة هي إحدى القرى التابعة لمركز طما بمحافظة سوهاج في جمهورية مصر العربية. حسب إحصاءات سنة 2006، بلغ إجمالي السكان في الحديقة 8974 نسمة، منهم 4790 رجل و4184 امرأة.